# RISUG

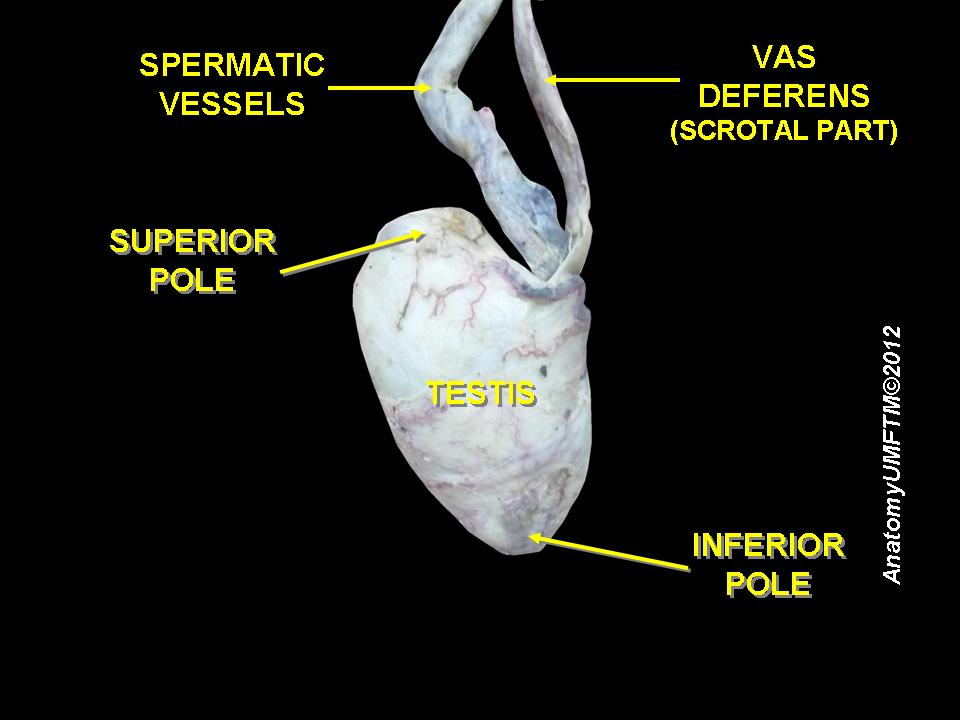
Vas Deferens = conducto deferente donde se coloca el gel RISUG.

El RISUG (del inglés Reversible inhibition of sperm under guidance)  
inhibición reversible del esperma bajo guía, es un método anticonceptivo masculino, que se basa en un gel polimérico formado por anhídrico maleico de estireno (SMA) disuelto en dimetil sulfóxido (DMSO) que actúa inhibiendo de manera reversible el esperma .

El modo de administración es por una inyección en el conducto deferente y actúa bloqueando y destruyendo los espermatozoides al reducir el pH y crear perturbaciones de carga.

Se ha observado que es efectiva, segura y reversible tras pasar ensayos clínicos de fase I y II y actualmente se encuentra en fase III para evaluar la eficacia y seguridad en voluntarios humanos. 
El método fue desarrollado por el Indian Institute of Technology Kharagpur y patentado en India, en China, en Bangladés y EE. UU. bajo el nombre comercial de "Vasalgel".

## Mecanismo de acción
El combinado de SMA y DMSO forma un gel que se inyecta en la luz del conducto deferente provocando un bloqueo parcial de los conductos deferentes con un flujo concomitante de células inactivas debido a la propiedad inherente del hidrogel. La reversión no invasiva se logra al disolver el anticonceptivo en un solvente de pH apropiado y expulsarlo de la luz o al estimular el conducto deferente para la expulsión del hidrogel.

Lo que hace que la acción del hidrogel permanezca,  es la inflamación que se produce por la hinchazón del gel debido a las interacciones del hidrogel con el disolvente. Esta hinchazón invade el pliegue de la luz del conducto deferente y se implanta en él según diversos estudios.
En un pequeño estudio de Fase III sobre 133 hombres en 2019, los resultados mostraron que la mayoría de los individuos lograron oligozoospermia o azoospermia dentro de los dos meses posteriores a la inyección y el 17% restante lo hicieron en seis meses. Por otro lado, no se produjo ningún embarazo en todos los participantes aún habiendo ausencia de protección en la relación sexual.

RISUG afecta a la membrana externa del espermatozoide además del acrosoma de forma que se pierde la capacidad de fertilización.